# Andryes
Andryes – miejscowość i gmina we Francji, w regionie Burgundia-Franche-Comté, w departamencie Yonne.
Według danych na rok 1990 gminę zamieszkiwało 406 osób, a gęstość zaludnienia wynosiła 14 osób/km² (wśród 2044 gmin Burgundii Andryes plasuje się na 523. miejscu pod względem liczby ludności, natomiast pod względem powierzchni na miejscu 194.).